# 김경율
김경율은 대한민국의 공인회계사이다. 공익적 회계 감사 분야에서 활발한 활동을 하였다. 2018년 당시 참여연대 집행위원장이다. 현재 국민의힘의 비상대책위원이다. 한번도 경험해보지 못한 나라의 저자이다 

## 약력
1968년생, 연세대학교 철학과 학사, 1998년 공인회계사 합격